# Legion of Boom (Seattle Seahawks)

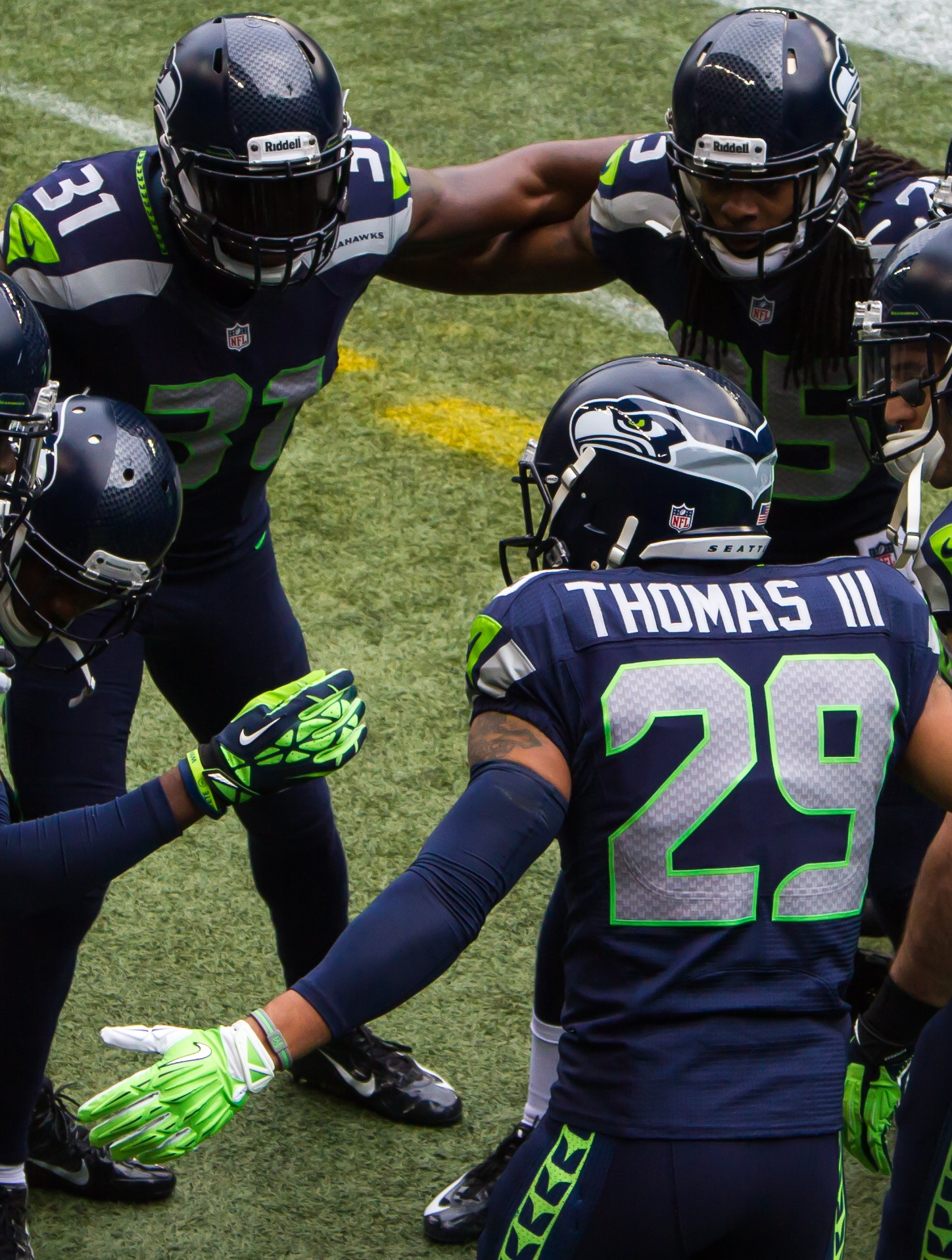
A Legion of Boom foi composta por: R. Sherman, E. Thomas, K. Chancellor, D. Shead, J. Lane e S. Terrell.

Legion of Boom (ou LOB) foi um apelido dado ao grupo de defensive backs do Seattle Seahawks logo após a temporada de 2011. Os jogadores que faziam parte do grupo eram os outside cornerbacks Richard Sherman e DeShawn Shead, o inside cornerback Jeremy Lane e os safeties Kam Chancellor, Steven Terrel e Earl Thomas. A Legion of Boom rapidamente construiu a sua reputação por liderar constantemente diversas estatísticas defensivas da National Football League (NFL). A primeira e principal conquista do grupo foi título do Seahawks no Super Bowl XLVIII, na temporada de 2013. 

## História

### A formação do grupo
Antes do início da temporada de 2011, o Seattle Seahawks escolheu o cornerback Richard Sherman na quinta rodada do Draft da NFL de 2011 e assinou com o cornerback Brandon Browner, que era free agent vindo do Calgary Stampeders, time da Canadian Football League (CFL). Os dois se juntaram aos safeties Earl Thomas e Kam Chancellor, selecionados no draft de 2010. Depois da lesão de um dos titulares da época, o cornerback Marcus Trufant, Richard Sherman estreou como titular em 30 de outubro de 2011, contra o Cincinnati Bengals, sendo esta a primeira vez que os quatro membros originais da LOB jogaram juntos como titulares. Apesar da derrota para os Bengals por 34 a 12 em casa, Sherman e Chancellor interceptaram, uma vez cada, o quarterback Andy Dalton, demonstrando assim o potencial da secundária que estava sendo formada a partir daquele momento. O alto nível defensivo do grupo viria a inspirar, ainda na temporada de 2011, o apelido. Em 2014, Brandon Browner foi transferido dos Seahawks para o New England Patriots no qual conquistou o Super Bowl XLIX vencendo os ex-companheiros do Seahawks, sendo, na temporada seguinte, transferido para o New Orleans Saints. Durante a pré-temporada de 2016, Browner voltou aos Seahawks para atuar como hybrid safety, mas foi cortado antes do início da temporada regular.
A natureza agressiva do jeito de jogar do grupo é bastante notável em um momento em que a NFL estabelece, cada vez mais, protocolos e regras para segurança de seus jogadores. No entanto, o coordenador defensivo, Kris Richard, que treinou a secundária dos Seahawks no Super Bowl XLIX, montou um grupo agressivo, mas que jogasse de acordo com as regras da liga. Em um dos treinos específicos, os recebedores correm suas rotas com proteções, do pescoço até a metade da cintura, amarradas em seus peitos e os defensores são ensinados a atacar apenas a área protegida visando assim diminuir o número de faltas por acertos na cabeça. O site Bleacher Reporter, de São Francisco, descreveu a Legion of Boom como uma obra de Richard Sherman e do técnico Pete Carrol, que atuou como safety em seus tempos de jogador e também como treinador de secundária nos seus primeiros anos como técnico.

### A origem do termo
Para muitos, a origem do termo "Legion of Boom" é dada a partir da participação de Kam Chancellor no programa dos radialistas Bob e Groz, da radio 710 ESPN Seattle, no qual o jogador observava a forma que a secundária "bring the boom" (em português, "traz o boom", se referindo a onomatopeia relativa ao barulho dos tackles feitos no futebol americano). Outra ideia também aceita à origem do apelido é a referência que pode ser feita ao grupo de supervilões Legion of Doom (em português, Legião do Mal), da DC Comics. Na época, a discussão sobre o apelido para a secundária dos Seahawks e o termo Legion of Boom foi bastante popular no Twitter. As buscas pelo termo no Google aumentaram exponencialmente. O termo foi bastante utilizado e difundido por diversos meios de comunicação dos Estados Unidos, incluindo o site oficial da liga e o comentarista Jon Gruden, da ESPN. A Nike passou a oferecer produtos com o termo "Legion of Boom" conforme a popularidade do grupo crescia. Em uma reportagem, a ESPN colocou a "Legion of Boom" como um apelido necessário, pois toda grande defesa da história da liga teve um apelido como a Monsters of Midway, Big Blue Wrecking Crew, Steel Curtain e Doomsday Defense.

## Membros

### Principais jogadores
Richard Sherman, camisa 25, escolhido na quinta rodada (23ª escolha da rodada, 154ª no geral) do Draft de 2011, formado em Stanford, é o cornerback titular do lado esquerdo da defesa dos Seahawks e o membro mais expressivo em relação a entrevistas, aparições na mídia e polêmicas geradas. No NFC Championship Game da temporada de 2013, Sherman, pela primeira vez, chamou atenção de todos quando desviou um passe na end zone (que, após o desvio, foi interceptado pelo linebacker Malcolm Smith) faltando 22 segundos para o término da partida, que garantiu o título da conferência ao time de Seattle. Logo após a interceptação Sherman correu em direção a ao wide receiver Michael Crabtree, alvo do passe interceptado, estendendo a mão em menção a cumprimentá-lo. Essa ação mostrou-se uma provocação clara ao wide receiver na entrevista dada por Sherman logo após o jogo na qual disse: 
| “                 | Eu sou o melhor cornerback em atividade. Quando você me testa com um recebedor fraco como Crabtree, este é o resultado que você terá. Nunca fale de mim. [...] Não abra a boca para falar do melhor ou eu vou calá-lo bem rápido! | ” |
| — Richard Sherman | |   |

Esta entrevista foi tão discutida nos Estados Unidos que se tornou uma referência cultural, na qual até mesmo o presidente dos EUA, à época Barack Obama, a citou em seu discurso no jantar de correspondentes da Casa Branca. Na ocasião, Obama disse, em tom bem-humorado: "Richard Sherman está aqui esta noite e me deu algumas ótimas dicas sobre como lidar (com as críticas da mídia). Jake Tapper (jornalista da CNN), nunca mais fale de mim daquele jeito! Eu sou o melhor presidente em atividade!". Além de todas as polêmicas, Sherman é considerado um dos melhores cornerbacks atuais e é um dos mais bem pagos da liga, após assinar, em 2014, uma renovação contratual de 4 anos, no valor de US$ 57,4 mi (US$ 40 mi garantidos) com os Seahawks. Desde a sua entrada na liga em 2011, Sherman tem, em temporada regular, 30 interceptações, incluindo duas retornadas para touchdown, 332 tackles, 92 passes defendidos, 1 sack e 5 fumbles forçados.

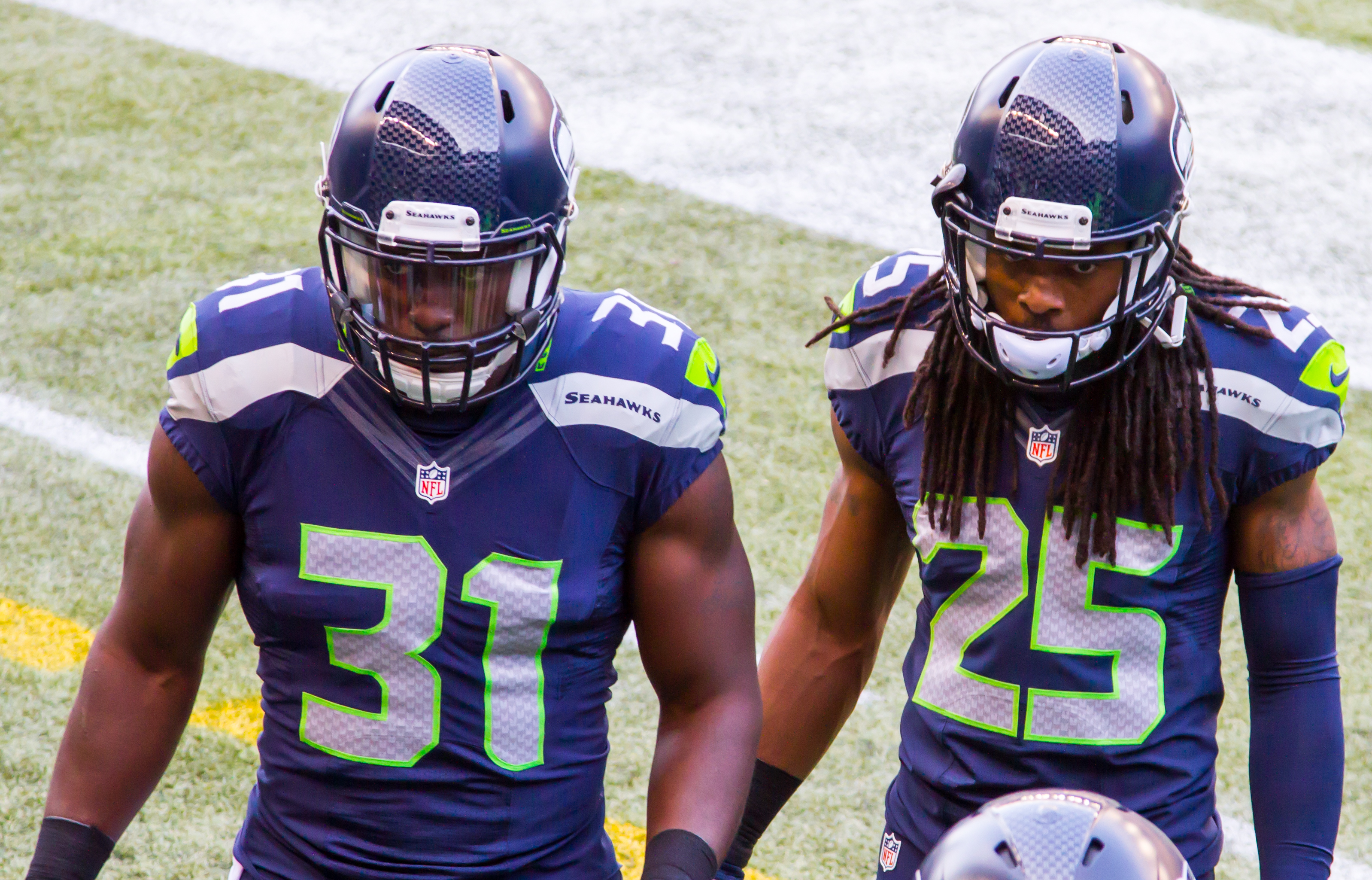
Kam Chancellor (31) e Richard Sherman (25), dois dos destaques da Legion of Boom

Kam Chancellor, camisa 31, escolhido na quinta rodada (2ª escolha da rodada, 133ª no geral) do Draft de 2010, formado em Virginia Tech, é um dos safeties da equipe. Com 1,91 m e 102 kg, Chancellor é o maior e mais pesado safety em atividade na liga, mas mesmo com essas medidas, é um jogador bastante ágil, e é conhecido por atingir os seus adversários com fortes tackles. Além disso, devido a seu porte físico, muitas vezes é alinhado junto aos linebackers, auxiliando na defesa contra o jogo corrido. Em 2013, Chancellor assinou uma extensão contratual de 4 anos com os Seahawks, no valor de US$ 28 mi (US$ 17 mi garantidos). Desde 2011, ano inicial da Legion of Boom, Chancellor tem em temporada regular 534 tackles, 12 interceptações, 41 passes defendidos e 1 sack. Chancellor se mostra também um dos líderes dos Seahwaks ao ser escolhido pelos companheiros de equipe, como um dos capitães do time. Um de seus companheiros, o defensive end Michael Bennett o define como "[...] o melhor naquilo que faz. Ele faz de tudo, ele é o capitão do nosso time, ele faz tudo certo. Ele é um talento especial e temos sorte de ter um companheiro como ele [...]".
Earl Thomas, camisa 29, escolhido na primeira rodada (14ª escolha) do Draft de 2009, formado na University of Texas at Austin, é o outro safety titular da equipe. Com 1,78 m e 92 kg, ele é o menor jogador da defesa dos Seahawks. A revista Sports Illustrated o definiu como "um grande cover safety de qualquer parte do campo, capaz de ler jogadas com uma precisão microscópica". O quaterback do Seattle Seahawks, Russell Wilson, descrevendo as suas impressões sobre o primeiro que teve contra a defesa titular, disse: "nunca vi alguém correr de lateral à lateral como Earl Thomas. Eu joguei a bola para a esquerda do campo e Thomas estava na extrema direita. Depois que olhei novamente, Earl Thomas estava acabando com a jogada no lado esquerdo. [...] Ele tem uma grande explosão física e uma ótima habilidade. Ele estuda como um louco. É o melhor safety na liga com certeza, ele consegue fazer diversas jogadas. Ele é bastante físico, espero e bastante apaixonado pelo jogo.". Desde 2011, ano inicial da Legion of Boom, Thomas tem em temporada regular 478 tackles, 18 interceptações, sendo uma retornada para touchdown, 49 passes defendidos e 8 fumbles forçados.
DeShawn Shead, camisa 35, não foi escolhido por nenhum time no Draft de 2012, mas foi contratado como free agent pelo Seattle Seahawks. Formado em Portland State e praticante de decatlo na universidade, é considerado um jogador bastante versátil, pois iniciou a sua participação na equipe de especialistas e agora atua como cornerback pelo lado oposto de Richard Sherman. Shead é um jogador rápido e bastante físico com um controle corporal de elite, que consegue ser eficiente ao parar corridas e defender com grande velocidade os passes em profundidade. Demonstra bastante atleticismo e uma grande habilidade em tirar a bola dos adversários forçando fumbles. Quando necessário, Shead consegue marcar de forma efetiva recebedores altos, mais fortes e mais físicos, inclusive tight ends. A versatilidade de Shead pode ser vista na temporada de 2015, quando jogou em cinco posições diferentes (primeiro reserva das posições de free e strong safety, das duas posições de cornerback e de inside nickelback). No início da temporada de 2016, Shead foi escolhido pelos companheiros de equipe como um dos capitães do time. Desde 2012, quando se juntou aos Seahawks, Shead tem em temporada regular 152 tackles, 24 passes defendidos, 2 interceptações, 1 sack e 4 fumbles forçados.
Jeremy Lane, camisa 20, escolhido na sexta rodada (2ª escolha da rodada, 172ª no geral) do Draft de 2012, formado na Northwestern State, é o inside nickelback da equipe, dono de uma grande velocidade, rapidez e habilidade de marcação. A sua velocidade é bastante respeitada pelos adversários, fazendo dele um dos gunners mais temidos dos times especiais da liga. As habilidades de Lane o permitem obter vantagens contra recebedores menores, rápidos, em profundidade ou que se posicionam em slot. Desde 2012, quando se juntou aos Seahawks, Lane tem em temporada regular 115 tackles, 15 passes defendidos, 2 interceptações e 1 fumble forçado. Lane tem também como marca uma interceptação no Super Bowl XLIX.
Steven Terrell, camisa 23, não foi escolhido por nenhum time no Draft de 2013. Formado na Texas A&M University, Terrell passou um tempo no practice squad do Jacksonville Jaguars e do Houston Texans antes de assinar com os Seahawks em 26 de julho de 2014. Em 31 de agosto do mesmo ano, Terrell foi enviado ao practice squad e em 18 de outubro passou a fazer parte do elenco principal. À princípio, ele se tornou o reserva imediado de Earl Thomas como free safety, mas poderia servir também de inside nickelback. Comparado a Earl Thomas, o atleticismo de Terrell chamou bastante atenção, o qual foi demonstrado no time de especialistas, onde ele foi peça essencial. Desde 2014, quando se juntou aos Seahawks, Terrell tem 30 tackles e 2 passes defendidos. Terrell estava ativo no Super Bowl XLIX.

### Reservas
Outros defensive backs no elenco dos Seahawks também são considerados membros da Legion of Boom. Depois da suspensão de Brandon Browner em 2012 (quatro jogos, devido a violação às políticas de substâncias proibidas da liga) e 2013 (suspenso indefinidamente pelo mesmo motivo - retornou em 4 de março de 2014, mas não estava mais com o contrato com Seahawks) e também da suspensão de Sherman em dezembro de 2012 (não aplicada, devido a apelação bem sucedida), o termo "Legion of Boom" passou a abranger mais do que apenas os quatro titulares originais. Na comemoração do Super Bowl XLVIII em Seattle, Sherman disse que a Legion of Boom é "mais do que uma secundária. São os linebackers, a linha defensiva, a defesa inteira."
Em 2013, os reservas durante a temporada vitoriosa dos Seahawks no Super Bowl XLVIII foram: Byron Maxwell (no lugar de Brandon Browner, machucado), Jeremy Lane, Walter Thurmond, Jeron Johnson e DeShawn Shead. Em 2014, os reservas durante a temporada em que os Seahawks foram derrotados no Super Bowl XLIX eram: Jeremy Lane, Jeron Johnson, Tharold Simon, Marcus Burley, Steven Terrell e DeShawn Shead.
Após a temporada de 2014, Sherman expressou aprovação a dois novos membros da Legion of Boom: o novato Tye Smith e o veterano Cary Williams (que foi dispensado na temporada de 2015, após não se adaptar ao esquema defensivo da equipe). Na temporada de 2015, os reservas eram: DeShawn Shead, Jeremy Lane, Marcus Burley, Steven Terrell e Kelcie McCray. DeShawn Shead ascendeu aos titulares como cornerback pela direita.
Na temporada de 2016, os reservas eram: os veteranos Kelcie McCray e Steven Terrell, os recém-contratados Dewey McDonald e Neiko Thorpe e os novatos DrAndre Elliot e Tyvis Powell. Terrell ascendeu ao time titular quando Earl Thomas sofreu uma fratura na perna, que o tirou do resto da temporada. 

## Feitos e conquistas
Após a temporada de 2011, Thomas, Chancellor, and Browner foram selecionados para participar do Pro Bowl de 2012. Thomas também foi premiado com a nomeação ao All-Pro daquela temporada. Browner, empatado com outros três jogadores, foi o quarto jogador com mais interceptações na temporada (6, no total). Nos anos seguintes, ao menos três membros da Legion of Boom foram nomeados ao All-Pro ou selecionados para o Pro Bowl. Após a temporada de 2012, Sherman e Thomas foram nomeados ao All-Pro. Sherman terminou a temporada como segundo jogador com mais interceptações na liga (8, no total). Na mesma temporada, os Seahawks foram a melhor defesa em pontos cedidos e a segunda com menos touchdowns sofridos via passes.  

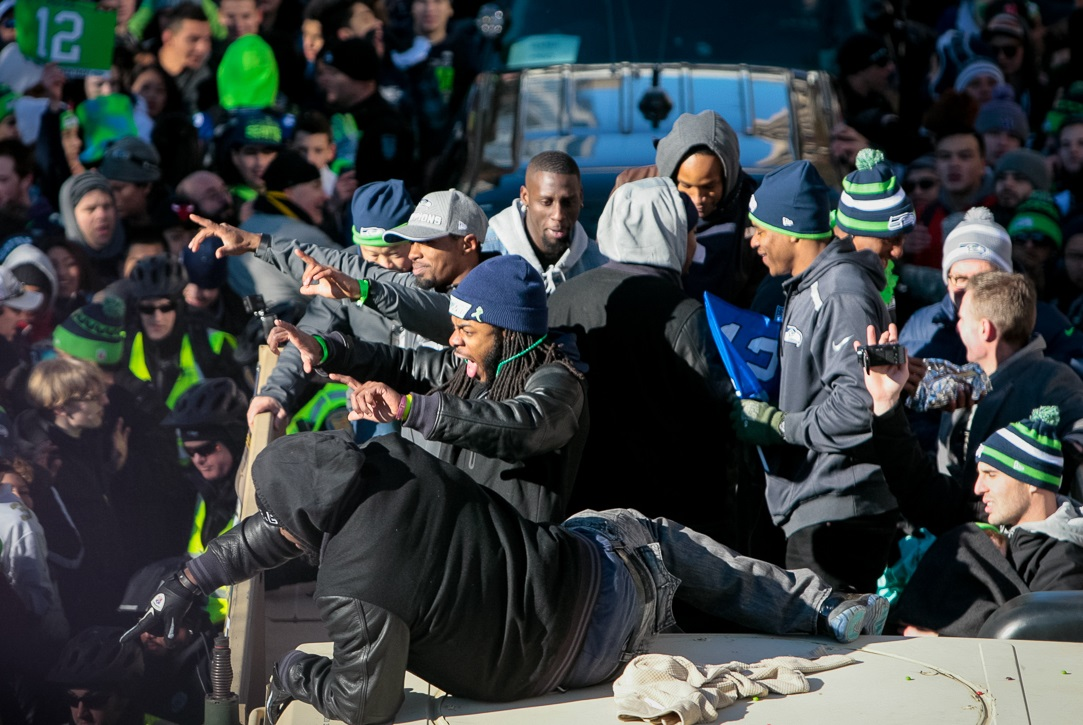
A Legion of Boom na comemoração, em Seattle, da conquista do Super Bowl XLVIII.

Em 2013, a Legion of Boom teve uma temporada de sucesso. Na temporada regular, foram a melhor defesa contra jardas passadas e a segunda melhor contra touchdowns via passes. Sherman foi o líder em interceptações (8, no total) e a defesa dos Seahawks terminou a temporada com a maior quantidade de interceptações entre todas as equipes da liga. Sherman e Thomas foram nomeados à primeira equipe do All-Pro, enquanto Chancellor foi nomeado à segunda. Sherman, Chancellor e Thomas também foram selecionados ao Pro Bowl, mas não se apresentaram ao jogo devido a participação no Super Bowl XLVIII, onde enfrentaram o Denver Broncos, cujo ataque era o recordista da NFL em diversos quesitos,  e os mantiveram com apenas 8 pontos naquele jogo, interceptando Peyton Manning duas vezes no jogo, forçando dois fumbles e tendo uma grande importância na conquista do primeiro Super Bowl da história da franquia.     
Na temporada de 2014, a Legion of Boom ajudou os Seahawks a chegar ao segundo Super Bowl seguido, que terminou com derrota para o New England Patriots, por 28 a 24. Thomas, Chancellor e Sherman foram selecionados ao Pro Bowl, sendo assim o segundo ano seguido em que os três foram selecionados juntos.                 
Antes da temporada de 2014, Richard Sherman comprovou mais uma vez a sua popularidade ao ser escolhido, via votação popular, como jogador da capa do jogo Madden NFL 15. À época, Sherman declarou que era "um sonho de criança virando realidade [...] Eu nunca chegaria a isto sem os membros da Legion of Boom e companheiros de equipe".                 
Em 2015,  a Legion of Boom continuou sendo dominante na NFL. Com isso, os Seahawks foram a segunda melhor defesa em total de jardas cedidas, em jardas cedidas via passe, a que menos sofreu touchdowns via passes e que menos cedeu jardas terrestres. Apesar de nenhum dos membros da Legion of Boom ter obtido destaque estatístico durante a temporada, Richard Sherman foi nomeado para a segunda equipe do All-Pro e selecionado para o Pro Bowl. Além dele, Thomas e Chancellor foram selecionados ao Pro Bowl fazendo com que fosse o terceiro ano seguindo em que os três foram selecionados juntos. No entanto, Thomas, buscando descanso, e Chancellor, para se recuperar de uma lesão na pelve, não participaram do jogo.                 
A temporada de 2016, não foi tão boa quanto as temporadas anteriores. A defesa dos Seahawks foi a quinta melhor em jardas totais cedidas, a terceira melhor em touchdowns sofridos via passe, oitava melhor em jardas cedidas via passe, vigésima-segunda em interceptações. Apesar da seleção de Sherman para o Pro Bowl, nenhum dos jogadores da Legion of Boom foi nomeado ao All-Pro. A temporada ficou marcada, também, pela lesão de Earl Thomas, na semana 13, na vitória contra o Carolina Panthers, por 40 a 7. Thomas deixou o jogo após fraturar a tíbia, no segundo quarto da partida e declarou, via Twitter, que chegou a pensar em abandonar a carreira. Com a lesão de Thomas, questionamentos foram feitos a respeito da confiabilidade da Legion of Boom sem um dos seus principais jogadores (foi a primeira lesão de Thomas, que assim deixou de jogar pela primeira vez desde que entrou na liga). Após a eliminação na pós-temporada para o Atlanta Falcons, o técnico Pete Carroll revelou que Richard Sherman atuou boa parte dos jogos, da segunda metade da temporada em diante, lesionado.                 